# Alexandre Chavchavadze
Alexandre Chavchavadze (em georgiano: ალექსანდრე ჭავჭავაძე) - foi um poeta georgiano, benfeitor público e figura militar. Considerado o "pai do romantismo georgiano", ele era um proeminente aristocrata georgiano e um talentoso general no serviço imperial russo.